# Sint-Jacobskapelle
Sint-Jacobskapelle (fr. Saint-Jacques Capelle) – dzielnica (deelgemeente) miasta Diksmuide w Belgii, w Regionie Flamandzkim, w prowincji Flandria Zachodnia, w okręgu Diksmuide. 1 stycznia 2020 roku liczyła 108 mieszkańców. Do 31 grudnia 1970 samodzielna gmina.  

## Demografia
Liczba mieszkańców, stan na 1 stycznia:
| Rok                | 1930 | 1947 | 1961 | 2020 |
| ------------------ | ---- | ---- | ---- | ---- |
| Liczba mieszkańców | 192  | 169  | 151  | 108  |